# Parūsh
Parūsh (persiska: Porūsh-e Bālā, پروش) är en ort i Iran.   Den ligger i provinsen Gilan, i den norra delen av landet, 200 km nordväst om huvudstaden Teheran. Parūsh ligger 75 meter över havet och antalet invånare är 117.
Terrängen runt Parūsh är huvudsakligen kuperad, men österut är den platt. Runt Parūsh är det ganska tätbefolkat, med 134 invånare per kvadratkilometer. Närmaste större samhälle är Lāhījān, 13,1 km nordväst om Parūsh. I omgivningarna runt Parūsh växer i huvudsak blandskog.